# Mühlbach (Winkelbach)
Der Mühlbach bzw. Ziegelbach, im Volksmund Auer genannt, entspringt am westlichen Rande des Felsberges im hessischen Odenwald zwischen Balkhausen und Bensheim-Hochstädten. Er ist ein fast 7 Kilometer langer, östlicher und rechter Zufluss des Winkelbachs.

## Geographie

### Mühlbach
Der Mühlbach wird in seinem Laufe durch zehn weitere Zuflüsse verstärkt und fließt mitten durch den Bensheimer Stadtteil Hochstädten, am ehemaligen Marmoritwerk und dem Goethebrunnen vorbei durch das Mühltal Richtung Bensheim-Auerbach. Im Mühltal befanden sich früher sieben Mühlen, nach denen das Gewässer in seinem Oberlauf bis zur alten Bergstraße (heute Darmstädter Straße/B 3) benannt wird. Die Dorfmühle im Ortskern ist heute ein Weinlokal, die Ranzenbergermühle ist heute Standort des Alten- und Pflegeheims Wiesengrund, die Gagelsmühle Atelier und Wohnhaus eines in Auerbach ansässigen Künstlers, die Kadels-, Wiemers-, Mößingers- und Jungmühle werden als Wohnhäuser genutzt.
An das Mühltal grenzt nördlich der Auerberg mit dem Auerbacher Schloss – einer alten Burgruine – und südlich der Staatspark Fürstenlager an.

### Auerbach
Im Stadtteil Bensheim-Auerbach wird der Mühlbach in einen unterirdischen, verdolten und einen oberirdischen, offenen Bachlauf aufgeteilt. Die immer wiederkehrenden Hochwasser und Überschwemmungen der Bachgasse führten in den 1980er-Jahren dazu, dass durch bauliche Maßnahmen der größte Teil des Gewässers in eine Verdolung geleitet wird. Nach dem Modell der Freiburger Bächle fließt ein immer gleich bleibender Teil des Wassers offen durch die Bachgasse, mitten durch den alten Dorfkern Auerbachs, an zahlreichen Fachwerkhäusern vorbei Richtung Bundesstraße 3 (Darmstädter Straße). 
Im Winter wird der Bach vollständig unterirdisch geleitet, der offene Bachlauf bleibt trocken.

### Ziegelbach
Nach der Zusammenführung der beiden Bachläufe unterquert der Mühlbach unterirdisch die Bundesstraße 3 und fließt offen Richtung dem Auerbacher Bahnhof zu. Da sich um 1850 hier eine Ziegelei, auch Porzellanfabrik, befand, wird der Mühlbach ab der Darmstädter Straße Ziegelbach genannt.
Nach der Unterquerung der Bahnlinie Darmstadt–Heidelberg mündet das Fließgewässer nach ca. 1 km in den von Bensheim kommenden, vorher als Lauter bezeichneten, Winkelbach, der bei Gernsheim in den Rhein fließt.
Die Gesamtlänge von Mühlbach und Ziegelbach von der Quelle bis zur Mündung beträgt 6,7 km.

Von der Quelle bis zur Mündung
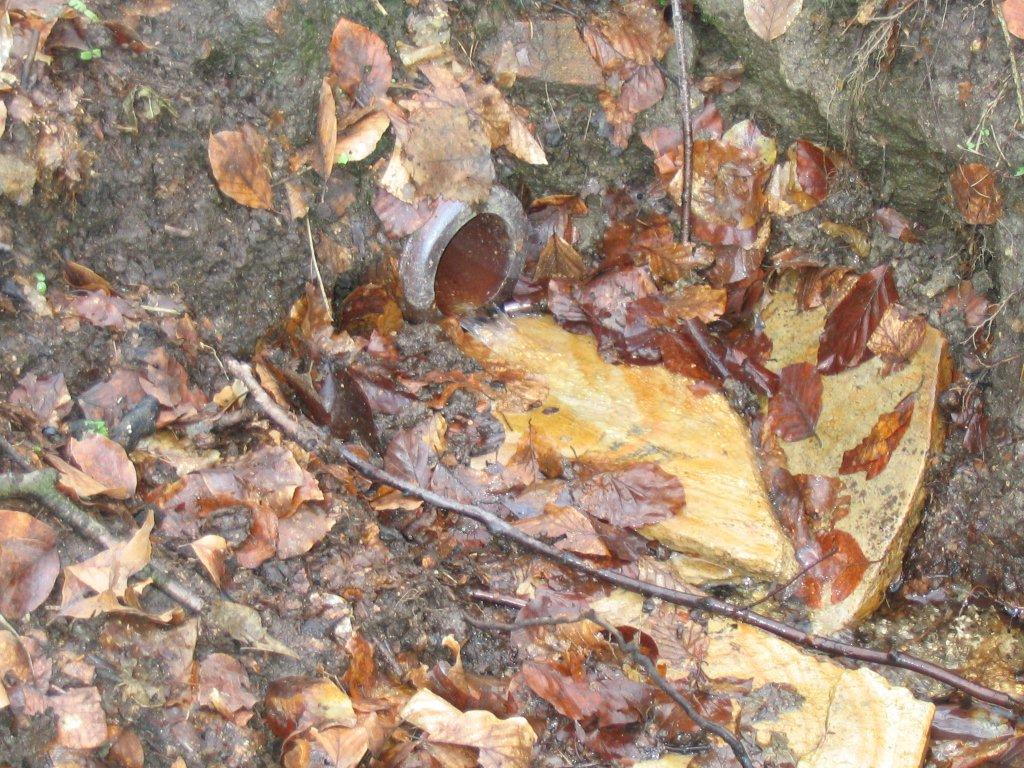
Die Mühlbachquelle am Felsberg
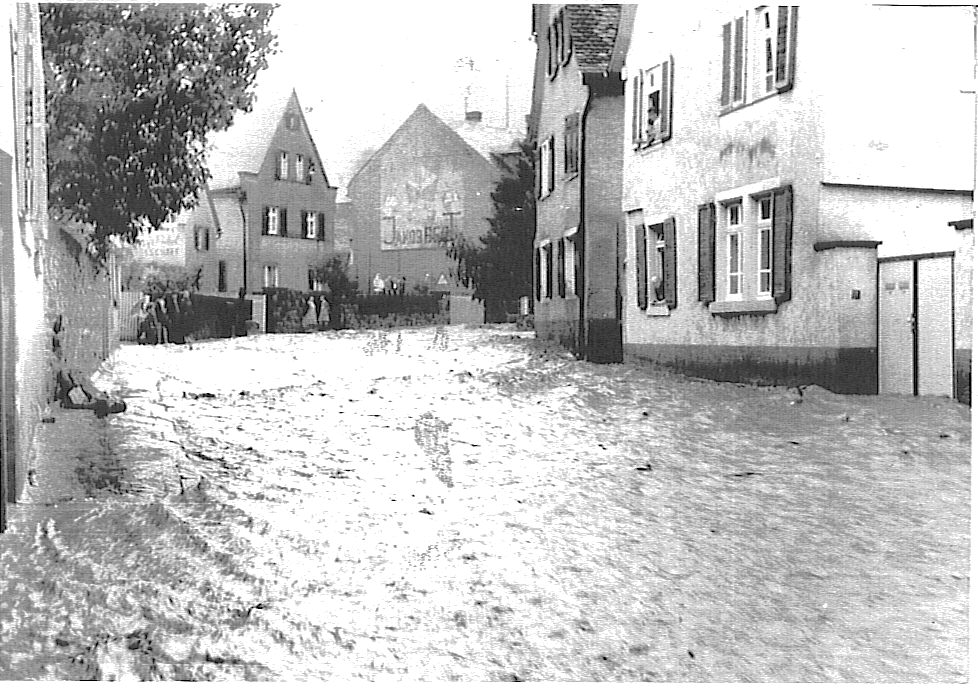
Hochwasser in der Bachgasse in Auerbach
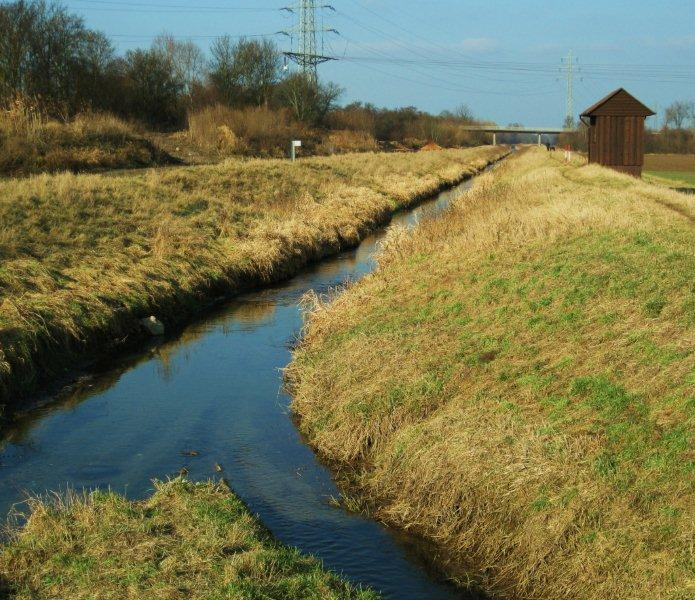
Die Mündung des Ziegelbachs in den Winkelbach